# Jak balit holky na mejdanech
Jak balit holky na mejdanech (v anglickém originále How to Talk to Girls at Parties) je britsko-americká filmová komedie z roku 2017. Režisérem filmu je John Cameron Mitchell. Hlavní role ve filmu ztvárnili Elle Fanning, Alex Sharp, Nicole Kidman, Ruth Wilson a Matt Lucas.

## Obsazení
| Elle Fanning        | Zan       |
| Alex Sharp          | Enn       |
| Nicole Kidman       | Boadicea  |
| Ruth Wilson         | PT Stella |
| Matt Lucas          | PT Wain   |
| AJ Lewis            | Vic       |
| Ethan Lawrence      | John      |
| Edward Petherbridge | PT First  |